# Vila Meã (Amarante)
Vila Meã (llamada oficialmente Freguesia de Vila Meã) es una freguesia portuguesa del municipio de Amarante, distrito de Oporto.

## Historia
La freguesia fue creada con el nombre de União das Freguesias de Real, Ataíde e Oliveira el 28 de enero de 2013 en aplicación de una resolución de la Asamblea de la República de Portugal promulgada el 16 de enero de 2013 con la unión de las freguesias de Ataíde, Oliveira y Real, pasando a estar situada su sede en la antigua freguesia de Real. Esta denominación se mantuvo hasta el 5 de junio de 2015 que pasó a llamarse con el actual nombre en aplicación de la Ley n.º 48/2015 que modificaba su denominación.

## Demografía
| Gráfica de evolución demográfica de Vila Meã entre 2011 y 2021 |
|                                                                |
| Datos según el nomenclátor publicado por el INE portugués.     |